# Silene foliosa
Silene foliosa är en nejlikväxtart som beskrevs av Carl Maximowicz. 
Silene foliosa ingår i släktet glimmar och familjen nejlikväxter. Inga underarter finns listade i Catalogue of Life.